# Dardanci
Dardanci (grško Δαρδάνιοι, latinizirano: Dardanoi, tudi grško Δαρδανεις, latinizirano: Dardaneis; grško Δαρδανιαται, latinizirano: Dardaniatai) so bilo ilirski plemenski sklop z močnimi tračanskimi elementi, ki so živeli v Dardanskem kraljestvu, današnjem Kosovu, južni Srbiji in Severni Makedoniji.
Dardanci so v 6. in 5. stoletju pr. n. št. postali zaradi rudnega bogastva (npr. na Kopaoniku) zelo vplivno ekonomsko-politično pleme. Po legendi je bil njihov mitični praoče  Zevsov in Elektrin sin Dardanos. Ustanovil je Dardansko kraljestvo, se poročil z Bateio, hčerko kralja Tevkra ki je bil mitični praoče Trojancev. Dardanci so živeli na širšem območju današnjega Niša, Skopja in Kuršumlijske Banje. Po rimski zasedbi so bili priključeni [rimska provinca|rimski provinci]] Meziji, vendar so ohranili govorno-etične značilnosti in svoj gospodarski pomen.
Po priključitvi k Meziji so bili na področju naselitve Dardancev zgrajene mnoge strateške ceste, ki so povezovale Jadransko morje z Donavo. Njihova največja središča sta bila Scupi, današnje Skopje, ki se je razvilo v prestolnico Dardanjije in Ulpiana, današnji Lipljan pri Prištini. Rimska kolonizacija, namestitev rimskih vojaških postojank in služenje v rimski vojski so počasi pripeljali do romanizacije Dardancev. Za časa vladanja cesarja Vespazijana je obstajala tudi vojaška enota »ala I Vespasiana Dardanorum«.
Dardanija je bila v pozni antiki oživljena kot samostojna upravna enota iz katere je izhajalo več pomembnih osebnosti, rimskih cesarjev: 
- Klavdij II.
- Konstantin I. Veliki
- Justin I.
- Justinijan I.